# 赫尔曼·冯·奥佩尔恩-布罗尼科夫斯基
赫尔曼·冯·奥佩尔恩-布罗尼科夫斯基（德語：Hermann von Oppeln-Bronikowski，1899年1月2日—1966年9月19日），德国男子马术运动员。他曾代表德国参加1936年夏季奥林匹克运动会马术比赛，获得一枚金牌。
在第二次世界大戰中，奥佩尔恩-布罗尼科夫斯基擔任了德國的裝甲部隊指揮官，它曾在東線指揮第22裝甲師（斯大林格勒戰役），並在西線指揮第20裝甲師（諾曼第戰役）
戰後，他受到了考李留斯·雷恩，成為後者著作的重要來源。